# Are You Dead Yet?

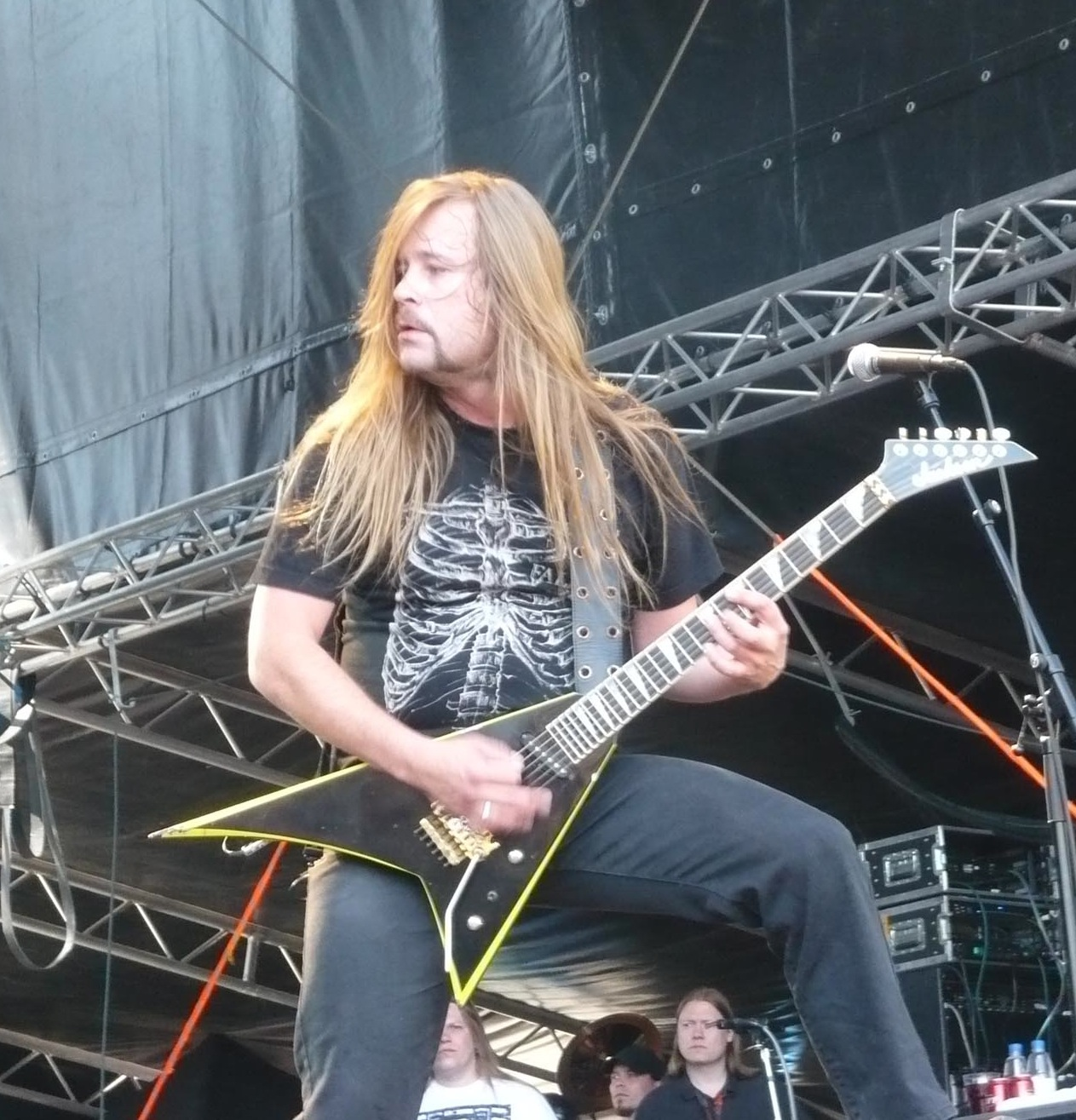
Roope Latvala

Are You Dead Yet? ist das fünfte Studioalbum der finnischen Melodic-Death-Metal-Band Children of Bodom. Es wurde am 14. September 2005 in Finnland und am 19. September 2005 weltweit veröffentlicht. Aufgenommen wurde das Album zwischen Mai 2004 und Mai 2005. Es ist das erste Album, bei dem nach dem Ausstieg von Alexander Kuoppala, 2003, Roope Latvala als Gitarrist mitwirkt. Zum Album wurde eine Tour (u. a. in Australien, Japan, den Vereinigten Staaten und Europa) absolviert, bei der teilweise ausverkaufte Konzerte gespielt wurden.

## Stil
Auffällig am Album sind die Keyboardmelodien, die für den Titeltrack „Living Dead Beat“ bezeichnend sind. Das Magazin Whiskey-Soda.de ordnet den Longplayer in Richtung Death Metal ein. Außerdem sind Stilelemente von Thrash Metal, Speed Metal und Power Metal erkennbar. Auffällig sei die typisch aggressive Melodieführung der Band. Das Tempo wird – mit Ausnahme des Songs „Punch Me I Bleed“ – sehr hoch gehalten. Der All Music Guide zieht in seiner Albumkritik stilistische Parallelen zur britischen Band Iron Maiden.

## Komposition & Texte
Für die Komposition der Songs war Laiho zuständig, außer bei „Bastards Of Bodom“, das er zusammen mit Latvala komponierte.
Auch die Texte stammen von Laiho, außer „Next In Line“ und „Bastards Of Bodom“, bei denen die Sängerin und Bandkollegin von Sinergy, Kimberly Goss, mitgewirkt hat. Das Lied „Trashed, Lost & Strungout“ stammt bereits von der gleichnamigen EP, die in Finnland 2004 die Spitzenposition in den Singlecharts belegte.
Die Texte handeln unter anderem von Wut, Tod und Krieg. So ist der Song „If You Want Peace … Prepare For War“ (eng. für „wenn du Frieden willst, bereite dich auf Krieg vor“) die Übersetzung des lateinischen Sprichwortes si vis pacem para bellum.
Die Band nahm als Spaß-Einlage auch eine Coverversion von Britney Spears’ Oops!… I Did It Again auf; diese erschien allerdings nur auf der japanischen Sonderedition des Albums.

## Rezeption
Die Rezension zum Album fiel positiv aus, auch wenn die Kritiker durchblicken ließen, dass die großen musikalischen Veränderungen im Vergleich zum Vorgänger-Album ausblieben. Das E-Zine laut.de empfindet die Lieder auf Are Your Dead Yet? als „erstklassig“ auch, wenn die „großen Überraschungen“ auf dem Album eher nicht zu finden sind. Ähnlich sieht es das Alternative-Magazin Whiskey Soda:

„[…] auch wenn das Werk durchaus nicht an Aggression und Kreativität verloren hat, und auch nach mehreren Durchläufen immer wieder neue Feinheiten ans Tageslicht bringt, so besitzt ‚Are You Dead Yet?‘ nicht die Durchschlagskraft seines brillanten Vorgängers ‚Hate Crew Deathroll‘ […]“

## Titelliste
1. Living Dead Beat – 5:19
2. Are You Dead Yet? – 3:53
3. If You Want Peace … Prepare For War – 3:59
4. Punch Me I Bleed – 4:50
5. In Your Face – 4:18
6. Next In Line – 4:20
7. Bastards Of Bodom – 3:30
8. Trashed, Lost & Strungout – 4:00
9. We're Not Gonna Fall – 3:17

### Bonus-Tracks
Japan
- Oops! … I Did It Again – 3:18 (Cover-Version, Original von Britney Spears)
- Talk Dirty To Me – 3:38 (Cover-Version, Original von Poison)

Nordamerika
- Somebody Put Something In My Drink – 3:18 (Cover-Version, Original von den Ramones)

Europa
- Rebel Yell – 4:11 (Cover-Version, Original von Billy Idol)

## Auszeichnungen für Musikverkäufe
| Land/Region     | Auszeichnungen für Musikverkäufe (Land/Region, Auszeichnung, Verkäufe) | Verkäufe |
| --------------- | ---------------------------------------------------------------------- | -------- |
| Finnland (IFPI) | Gold                                                                   | 24.253   |
| Insgesamt       | 1× Gold ·                                                              | 24.253   |